# 972
Năm 972 là một năm trong lịch Julius.